# Caxias do Sul
Caxias do Sul – miasto w południowej Brazylii, na południowym krańcu Wyżyny Brazylijskiej, w stanie Rio Grande do Sul, na północ od miasta Porto Alegre.
Około 368 tys. mieszkańców.
W mieście rozwinął się przemysł spożywczy, drzewny oraz metalowy.
W mieście mają siedzibę kluby piłkarskie EC Juventude i SER Caxias do Sul.